# L'avançament
L'avançament (originalment en italià, Il sorpasso) és una pel·lícula italiana dirigida per Dino Risi el 1962. Guanyadora del premi del Festival Internacional de Cinema de Mar del Plata al millor director (Dino Risi), del premi Nastro d'argento del Sindacato Nazionale dei Giornalisti Cinematografici Italiani al millor actor (Vittorio Gassman), i del premi David di Donatello al millor actor (Vittorio Gassman). S'ha subtitulat al català.

## Argument
Roma en ple ferragosto és una ciutat deserta. Bruno Cortona (Vittorio Gassman), d'uns quaranta anys, fanfarró i xerraire, conduint el seu vehicle esportiu descapotable, recorre la ciutat a la recerca d'un paquet de cigarrets i d'un telèfon. S'atura a beure aigua d'una aixeta i albira un solitari jove que l'observa. Després d'un curt diàleg, el jove, anomenat Roberto Mariani (Jean-Louis Trintignant), el convida al seu apartament perquè faci la seva trucada telefònica. Cortona s'assabenta que el jove s'ha quedat a Roma per preparar uns exàmens. La loquacitat de Cortona el convenç d'acompanyar-lo en el seu viatge per uns dies. Comença així un trajecte a alta velocitat, ple d'episodis audaços i exòtics per les carreteres italianes. El jove estudiant comença a penedir-se de la seva decisió, però al mateix temps està fascinat per Bruno Cortona i la seva forma de prendre's la vida, fins que, quan finalment comença a gaudir d'una vida relaxada i superficial, té lloc un accident.

## Repartiment
- Vittorio Gassman: Bruno Cortona
- Jean-Louis Trintignant: Roberto Mariani
- Catherine Spaak: Lilly Cortona
- Luciana Angiolillo: Gianna
- Claudio Gora: Bibi
- Luigi Zerbinati:
- Franca Polesello:
- Linda Sini:
- John Francis Lane: Alfredo
- Nando Angelini: Amedeo
- Mila Stanic: Clara

## Premis i nominacions
Entre tots els guardons a què va optar la pel·lícula, destaquen els següents:

### Premis
- 1963. David di Donatello al millor actor per a Vittorio Gassman